# Mittelpunkt der Schweiz
Mittelpunkt der Schweiz (franska: Centre de la Suisse) är ett monument i Schweiz.   Det ligger i kantonen Obwalden, i den centrala delen av landet, 60 km öster om huvudstaden Bern. Mittelpunkt der Schweiz ligger 1 522 meter över havet.
Terrängen runt Mittelpunkt der Schweiz är mycket bergig. Närmaste större samhälle är Giswil, 5,0 km nordväst om Mittelpunkt der Schweiz. 
Trakten runt Mittelpunkt der Schweiz består i huvudsak av gräsmarker. Runt Mittelpunkt der Schweiz är det glesbefolkat, med 17 invånare per kvadratkilometer.